# Сальвій Трифон
Сальвій Трифон (лат. Salvius Tryphon) — ватажок другого сицилійського повстання.
Сальвій до повстання був сицилійським рабом. У 104 році до н. е. він підняв повстання серед інших рабів проти влади Римської республіки. Сальвій був оголошений царем і прийняв ім'я Трифона в честь сирійського елліністичного правителя Діодота Трифона.
Правління островом він організував за римським зразком. Сальвій Трифон носив пурпурну тогу і супроводжувався лікторами з фасціями як римські консули. Трифон створив армію з біглих рабів. Він здобув перемогу над римською армією в кількох боях. Після несподіваної смерті Трифона царем став його полководець Афініон.